# Fallou Diop
Fallou Diop (* etwa 2002) ist ein senegalesischer Nachwuchs-Jockey.

## Leben
Diop entstammt einer armen kinderreichen Familie und wuchs im west-senegalesischen Dorf Niaga auf, unweit der Hauptstadt Dakar. Schon als Kind kam er mit Pferden in Berührung, da sich bereits sein Vater und sein Großvater mit diesen Tieren beschäftigten. Diop brach erst die Schule und später auch eine Schneiderlehre ab, um sich auf seine Leidenschaft für Pferde und damit auch auf seine Karriere im Pferderennsport zu konzentrieren. Diop ist heutzutage einer der vielversprechendsten Jockeys des Senegals. Er gilt als diszipliniert und zielstrebig. Er wiegt um die 40 Kilo und verfügt über einen vielfach hervorgehobenen Reitstil. Bereits mit 17 Jahren gewann er den höchsten Rennpreis des Landes und hat seither kein wichtiges Rennen mehr verloren.

## Wirken
Diop gilt in seiner Heimat als Sportstar. Im von Perspektivlosigkeit geprägten Senegal beeindruckt seine Karriere vor allem viele Jugendliche aus armen Verhältnissen, die auf ein besseres Leben und den damit verbundenen sozialen Aufstieg, wie Diop ihn bereits erreicht hat, hoffen. Diop strebt laut eigenen Aussagen eine Karriere im Ausland an. Beispielhaft nannte er die Länder Marokko und Frankreich.